# أوغست فون هايك
أوقست فون هايك (بالألمانية: August von Hayek)‏ (و. 1871 – 1928 م) هو عالم نبات، وأستاذ جامعي من النمسا . ولد في فيينا.
توفي في فيينا ، عن عمر يناهز 57 عاماً.

## مناصب وهيئات
أدار جامعة فيينا.